# Drosera dielsiana
Drosera dielsiana ist eine fleischfressende Pflanze aus der Gattung Sonnentau (Drosera). Sie ist in Südafrika heimisch und wurde 1956 von Arthur Wallis Exell & Jack Rodney Laundon erstbeschrieben.

## Beschreibung
Drosera dielsiana sind krautige Pflanzen und wachsen als bodenständige, kompakte Rosetten mit einigen langen, dünnen Wurzeln. 
Die 15 bis 25 Blätter sind ungestielt, alte Blätter lösen sich rasch auf. Die Nebenblätter sind klein, gefranst und ohrförmig, die Spreite ist spatelförmig, bis zu 2 Zentimeter lang und 6 Millimeter breit, am Ende abgerundet, zum Ansatz hin sich auf einen blattstielähnlichen, behaarten Teil hin verjüngend. Die Blattunterseite ist nur spärlich behaart.
Die Blütenstandsachse ist meist aufrecht, selten am unteren Teil gebogen, am Ansatz behaart, blattlos und bis zu 20 Zentimeter lang, an ihrem Ende trägt sie um die acht, gelegentlich bis zu zwölf kleine, selten offene Blüten an 2 Millimeter langen Blütenstielen. Die Kelchblätter sind verwachsen, die einzelnen Lappen sind bis zu 5 Millimeter lang. Die Kronblätter sind umgekehrt-eiförmig, genagelt, pinkfarben, lila oder weiß und haben eine Länge von bis zu 7 Millimetern.
Die Staubfäden sind schmal geflügelt. Die Griffel sind vom Ansatz an gegabelt, die Narben häutig und löffelförmig. Die Kapselfrüchte sind länglich-rund und 5 Millimeter lang, die Samen sind eiförmig, 0,4 Millimeter lang und schwarz, die Oberfläche hat ein wabenförmiges Muster.
Die Chromosomenzahl beträgt 2n = 40.

## Verbreitung
Die Art findet sich in Südafrika im östlichen Transvaal, in Eswatini und im Norden Natals, bis ins südliche tropische Afrika, bevorzugt auf Bergplateaus.